# Lucille Bremer
Lucille Bremer (Amsterdam, 21 de fevereiro de 1917 – La Jolla, 16 de abril de 1996) foi uma atriz e dançarina de cinema americana. 

## Biografia
Bremer nasceu em Amsterdã, Nova York, mas logo se mudou para Filadélfia, Pensilvânia, onde estudou balé. Aos 12 anos, ela dançou na Companhia de Ópera da Filadélfia.
Em Nova York, ela dançou em vários atos especiais, principalmente na Feira Mundial de Nova York de 1939, "Jubileu Americano". Ela fez o teste e começou sua carreira como Rockette no Radio City Music Hall, em Nova York, aos 16 anos. Ela foi votada como "mais provável de ter sucesso" por seus colegas de Rockette. Ela também era conhecida como "5ª da direita" na formação de Rockettes. Bremer também fez o teste de dançarina para vários shows da Broadway, juntamente com as estrelas Vera-Ellen e June Allyson, aparecendo como uma 'Pony Girl' no musical da Broadway Panama Hattie e também em Lady in the Dark.
A primeira tentativa de Bremer por uma carreira em filmes não teve sucesso. Seu teste de tela com a Warner Bros. não teve êxito; "Foi tão ruim que eu percebi por que nada havia acontecido", disse ela mais tarde. Ela voltou a dançar, se apresentando na boate de Copacabana, em Nova York e no Club Versailles, onde foi vista por Arthur Freed, produtor do Metro Goldwyn Mayer. Ela está listada entre seis "Samba Sirens" para o passeio de verão de 1942 da Copacabana Revue em Saratoga, NY e como cantora-dançarina como Hotel Commodore "Commodorable" em 1943.
Ela foi levada para Hollywood, onde seu teste de tela impressionou o magnata da Metro-Goldwyn-Mayer, Louis B. Mayer. Dançarina talentosa, ela era considerada uma atriz dramática. Ela também testou a tela e recebeu um contrato com a Goldwyn Studios, mas decidiu nos estúdios da MGM mostrar adequadamente seu talento em dança. Ela estudou atuação na MGM com a grande treinadora de atuação Lillian Burns e foi preparada para o estrelato como um membro importante da lendária Unidade Freed. 
Bremer fez sua estreia na tela com excelentes notas no sucesso do diretor Vincente Minnelli, Technicolor, encontre-me em St. Louis (1944) como Rose Smith, a irmã mais velha de Judy Garland, e seguiu com um papel de protagonista ao lado de Fred Astaire no filme musical Yolanda e o Ladrão (1945). Apesar dos suntuosos valores de produção e de uma equipe de talentos de alto preço nos bastidores (dirigido novamente por Vincente Minnelli a partir de uma história de Ludwig Bemelmans, com uma trilha original de Harry Warren e do produtor / compositor Arthur Freed, e coreografada por Fred Astaire e Eugene Loring), foi um fracasso nas bilheterias. O ambicioso tema de fantasia surrealista do filme não era popular entre o público em tempos de guerra e, infelizmente, Bremer, uma novata em seu primeiro papel principal, assumiu a maior parte da culpa. Sua carreira nunca se recuperou. Ela seguiu esse desapontamento com apresentações de dança, mais uma vez com Astaire e dirigida por Minnelli, em duas sequências memoráveis da bem-sucedida revista musical Ziegfeld Follies (lançada em 1946, mas os números de Bremer foram filmados em 1945, antes de filmar Yolanda e o Ladrão). Seu último musical importante foi o pródigo filme biográfico de Jerome Kern, Till the Clouds Roll By (1946), no qual Bremer tem boas cenas dramáticas e dança com Van Johnson. Depois disso, a MGM começou a perder o interesse em promovê-la. Depois de um pequeno filme dramático na MGM, Dark Delusion (1947), ela foi emprestada à Eagle-Lion em 1948 por seus três últimos filmes. Bremer desempenhou seu último papel no filme Noir atrás das portas trancadas (1948). 
Alegadamente decepcionada com sua carreira em Hollywood, ela optou por não renovar seu contrato e deixou a indústria cinematográfica. Ela conheceu e se apaixonou pelo filho do ex-presidente do México, Abelardo Luis Rodriguez, que tinha o mesmo nome de seu pai. Ela e Rod Rodriguez se casaram na Ilha Catalina em agosto de 1948. Ela se mudou com ele para Baja California Sur, México, no início da Era de Ouro de Baja e iniciou o resort privado Rancho Las Cruces, bem como o Palmilla Hotel original e o Hacienda Hotel. Com seus contatos em Hollywood e a influência de seu marido "Rod" Rodriguez, eles atraíram pessoas de Hollywood que procuravam aproveitar esse paraíso recém-encontrado. Ela e o marido também eram parceiros de negócios de Desi Arnaz, Lucille Ball e Bing Crosby. 
Após o divórcio (em 1963), Bremer se estabeleceu em La Jolla, Califórnia, onde possuía uma boutique de roupas infantis. Ela continuou a viajar entre La Jolla, Califórnia, e Baja California, México. Ela morreu em 1996 de um ataque cardíaco aos 79 anos. Suas cinzas foram espalhadas no mar de Cortez, bem como espalhadas ao lado da igreja que ela e o marido haviam construído na propriedade do resort Rancho Las Cruces. Uma placa com o nome dela, bem como a de Desi Arnaz, foi erguida no lado esquerdo da igreja em sua homenagem. Ela deixou quatro filhos: Nicholas, Torre, Cristina e Karen. 

## Filmografia
| Ano  | Título                             | Função                                                       |
| ---- | ---------------------------------- | ------------------------------------------------------------ |
| 1942 | Penny Arcade (curta-metragem)      | Mulher                                                       |
| 1944 | This Love of Mine (curta-metragem) | Dançarino                                                    |
| 1944 | Encontre-me em St. Louis           | Rose Smith                                                   |
| 1945 | Yolanda e o Ladrão                 | Yolanda                                                      |
| 1946 | Ziegfeld Follies                   | Princesa ("Este coração meu") / Moy Ling ("Limehouse Blues") |
| 1946 | Até as nuvens rolarem              | Sally Hessler                                                |
| 1947 | Dark Delusion                      | Cynthia Grace                                                |
| 1948 | Adventures of Casanova             | Lady Bianca                                                  |
| 1948 | Cruel                              | Christa Mansfield                                            |
| 1948 | Behind Locked Doors                | Kathy Lawrence                                               |